# De mida natural
De mida natural (títol original: Life-Size) és una pel·lícula estatunidenca produïda el 2000 i protagonitzada per Lindsay Lohan i Tyra Banks.

## Argument
Compte la història de la nina d'una nena que es converteix en una dona de carn i os. Trist i sola després de la mort de la seva mare, Casey (Lindsay Lohan) faria el que anés amb tal de tornar-la a veure. Però quan una sèrie de misteriosos contratemps fan que la seva nina "Eve" (Tyra Banks) es converteixi de sobte en una dona real, el món de Casey canvia per sempre.

## Repartiment
- Lindsay Lohan: Casey Stewart
- David Collins: Gordon Stewart
- Tyra Banks: Eve
- Jere Burns: Ben Stewart
- Anne Marie Loder: Drew Mitchell
- Garwin Sanford: Richie
- Tom Butler: Phil
- Jillian Farey: Ellen
- Dee Jay Jackson: Coach
- Kerry Sandomirsky: Ms. Weiner
- Sam MacMillan: Sam
- Katelyn Wallace: Sarah
- Shaina Tianne Unger: Jessica
- Jessica Lee Owens: Shannon
- Chantal Strand: Germana de Sarah
- Laurie Murdoch: Mr. Boring
- Candice Connelly: Mrs. Boring
- Lesley Ewen: Francine